# Mioclonia noturna
Mioclonia Noturna, também chamado de Movimento Periódico dos Membros durante o sono é um distúrbio do sono. Neste distúrbio há movimentos involuntários dos membros, principalmente das pernas, durante o sono e estes levam ao despertar durante a noite ou a sintomas durante o dia.